# Baron Sandford
Baron Sandford ist ein erblicher britischer Adelstitel, der zweimal in der Peerage of the United Kingdom verliehen wurde.

## Verleihungen
Erstmals wurde am 20. Januar 1891 der Titel Baron Sandford, of Sandford in the County of Salop, für den ehemaligen parlamentarischen Sekretär im Bildungsministerium Sir Francis Sandford geschaffen. Der Titel erlosch, als dieser am 31. Dezember 1893 kinderlos starb.
In zweiter Verleihung wurde am 14. Juli 1945 der Titel Baron Sandford, of Banbury in the County of Oxford, für den konservativen Unterhausabgeordneten Sir James Edmondson geschaffen, anlässlich seines Ausscheidens aus dem Amt des Treasurer of the Household. Heutiger Titelinhaber ist seit 2009 dessen in Kanada lebender Enkel James Edmondson als 3. Baron.

## Liste der Barons Sandford

### Barons Sandford, erste Verleihung (1891)
- Francis Sandford, 1. Baron Sandford (1824–1893)

### Barons Sandford, zweite Verleihung (1945)
- James Edmondson, 1. Baron Sandford (1886–1959)
- John Edmondson, 2. Baron Sandford (1920–2009)
- James Edmondson, 3. Baron Sandford (* 1949)

Titelerbe (Heir Apparent) ist der Sohn des aktuellen Titelinhabers, Hon. Devon Edmondson (* 1986).